# عادل بزدوده
عادل بزدوده (زادهٔ ۱۳۳۵ در تهران) نویسنده، کارگردان نمایش عروسکی و عروسک‌ساز ایرانی است. او فارغ‌التحصیل رشتهٔ نمایش عروسکی از دانشکده هنرهای دراماتیک دانشگاه هنر تهران است.وی همسر طاهره برومند (خواهر مرضیه برومند) است. همچنین یکی از عروسک گردانان زیزی گولو نیز بوده است.
از جمله کارهای بزدوده می‌توان به ساخت عروسک‌های زی زی گولو، شهر موش‌ها، خونهٔ مادر بزرگه و الو الو من جوجوام اشاره کرد. بزدوده نمایش‌‌های عروسكی بسیاری را همچون «حسنی یه پهلوونه»، «كوزه عسل نیست»، «آهای دوستاتو بشناس»، «حادثه‌ای در شهر عروسك‌ها» و... را طراحی و كارگردانی كرده است.